# 高田敏江
高田 敏江（たかだ としえ、1935年〈昭和10年〉3月3日 - ）は、日本の女優・司会者。
群馬県前橋市出身。群馬大学教育学部附属中学校、群馬県立前橋女子高等学校卒業。日本社会事業短期大学中退。夫は心理学者の相場均（1976年死別）。アニマ・エージェンシー所属。身長156cm、血液型AB型。

## 人物
1954年、東映ニューフェイスの第1期生となり、高原紀子の芸名でデビュー（同期は中原ひとみ、山本麟一、南原宏治など）。
その後、劇団民藝に入団し、1971年の退団まで活動。
1950年代から1960年代にかけては、日活映画にも出演した。
テレビドラマでは多数の作品で母親役として起用された。
『アフタヌーンショー』では桂小金治と司会を務めた。
朗読劇『この子達の夏 1945 ヒロシマ・ナガサキ』は、20年以上にわたって公演を続けているライフワークである。
元社会民主党党首の土井たか子など、知己も多い。
2008年、竹下景子、山田邦子、岩崎加根子、クミコらと「ななにんかい」を結成。
姉は劇団ポポロ座で活動していた高田光枝。俳優の鈴木瑞穂は姉の夫。

## 出演

### 映画
- 二挺拳銃の竜（1954年）
- 爆笑天国 とんち教室（1954年）
- 怪猫腰抜け大騒動（1954年）
- 花と龍 第二部愛情流転（1954年） - 芝居小屋の観客
- 女中ッ子（1955年） - 野村ひろ子
- 母なき子（1955年） - 前田婦人警官
- 自分の穴の中で（1955年） - 夜の
- 続・警察日記（1955年） - ヨネ
- おふくろ（1955年） - 貞子
- 月夜の傘（1955年） - 健一の友人
- 石合戦（1955年） - 園子
- 神阪四郎の犯罪（1956年） - 永井さち子
- 色ざんげ（1956年） - 小牧高尾
- 名寄岩　涙の敢斗賞（1956年） - 岩壁千枝子
- 帆綱は唄う　海の純情（1956年） - 織田和枝
- 花の運河（1956年） - 森瑛子
- 愛は降る星のかなたに（1956年） - 樋笠くに子
- 女子寮祭（1957年） - 島弘子
- 私は前科者である（1957年） - 豆千代
- 愛ちゃんはお嫁に（1957年） - 野村愛子
- 倖せは俺等のねがい（1957年） -
- 永遠に答えず（1957年） - 悦子
- 美徳のよろめき（1957年） - 幼稚園の先生
- 九人の死刑囚（1957年） - 女の先生
- 姿なき顔役（1958年） - 房江
- 真夜中の顔（1958年） - 友子
- 名づけてサクラ（1959年） - シスターカタリナ
- 祈るひと（1959年） - 西島喜代
- 脅迫の影（1959年） - 幸子
- 山と谷と雲（1959年） - 看護婦
- 「キャンパス110番」より　学生野郎と娘たち（1960年） - 朝子
- 邪魔者は消せ（1960年） - 長塚敏子
- 闇を裂く口笛（1960年） - 幸江
- 花と娘と白い道（1961年） - 咲枝
- 大人と子供のあいの子だい（1961年） - 加代
- ママ恋人がほしいの（1961年） - 香月先生
- あいつと私（1961年） - 磯村由里子
- 上を向いて歩こう（1962年） - 黒木恵子
- 非行少女（1963年） - 児童相談所の職員
- 交換日記（1963年） - 敏子
- 川っ風野郎たち（1963年） - 秋元チカ子 役
- 丘は花ざかり（1963年） - 岩本ひさ子
- ギター抱えたひとり旅（1964年） - 八代瑞江
- チャコとケンちゃん（1969年） - チャコちゃんのお母さん
- 時計は生きていた（1973年）
- 男はつらいよ 寅次郎恋やつれ（1974年） - 絹代
- 襟裳岬（1975年） - 靖子の嫂
- 新どぶ川学級（1976年） - 有川敏子
- 野球狂の詩（1977年） - 水原愛子
- 俺は田舎のプレスリー（1978年） - 阿久津満江
- ちひろの四季（1979年） - ナレーション
- 宇宙怪獣ガメラ（1980年） - 木下圭一の母
- 人間の砂漠（1990年） - 島村絹代
- 眠る男（1996年）
- 恋は舞い降りた。（1997年） - 山本志津子
- アイ・ラヴ・ユー（1999年） - 村上悦子
- 母のいる場所（2004年） - 高井
- 不撓不屈（2006年）
- 手紙（2006年） - 緒方忠夫の母
- 釣りバカ日誌19 ようこそ!鈴木建設御一行様（2008年） - 河井悦子（波子の母）
- 果てぬ村のミナ（2012年） - 松下フミ
- 海難1890（2015年） - 宮本
- 嫌な女（2016年） - 吉崎典子

### テレビドラマ
NHK
- 春の雪（1961年） - ※映像が現存する。三島由紀夫原作の同名小説とは別作品。
- 松本清張シリーズ・黒の組曲 第47話「走路」（1963年）
- 大河ドラマ
  - 赤穂浪士（1964年） - おたか
  - 樅ノ木は残った（1970年） - おこん
  - 徳川家康（1983年） - 加津
- 連続テレビ小説
  - おはなはん（1966年 - 1967年）
  - 君の名は（1991年） - 永橋清子
  - 青春家族（1989年） - 井上数子
  - まれ（2015年） - 岸川節子
- 空ゆく雲（1967年1月3日）
- 少年ドラマシリーズ
  - マリコ（1974年） - パパの恋人
  - なぞの転校生（1975年） - 岩田広一の母
  - 寒い朝（1978年） - 母・真知子
  - 星の牧場（1981年） - 母
- 松本清張シリーズ・愛の断層（1975年） - 沖野勝子
- 土曜ドラマ（NHK）
  - 優しい時代（1978年） - 三木和子
- 真田太平記（1985年 - 1986年） - 大蔵卿局
- 銀河テレビ小説
  - お入学（1987年） - 森下松子
- 花へんろ（1988年）
- さわやか3組（1998年）
- 火消し屋（2004年） - 桐野ハナ
- 破裂（2015年） - 田中サト
- 運命に、似た恋 第4話「本当の嘘（うそ）」（2016年） - 田中婦人
- すぐ死ぬんだから（2020年） - 雅江

日本テレビ
- 雨の中に消えて（1966年） - 岩本ひさ子
- 伝七捕物帳（1977年）
  - 第135話「江戸の悪太郎」 - おきぬ
  - 第158話「寄り合う肩に情の十手」 - お稲
- 桃太郎侍（1977年） - 昌代
- 新五捕物帳（1977年） - お稲
- 太陽にほえろ!
  - 第384話「命」（1979年） - 佐久間夫人
  - 第417話「ボスの誕生日」（1980年） - 松原俊子
- 池中玄太80キロ（1980年 - 1989年） - 高橋隆子
- 先生は一年生（1981年） - 星野郁子
- 天まであがれ!（1982年） - 北見知子
- 火曜サスペンス劇場
  - 「校内暴力殺人事件 - 狙われた女教師」（1982年） - 矢沢
  - 「女が見ていた」（1983年）
  - 「地方記者・立花陽介」
    - 第7作（1996年） - 草野富子
    - 第16作（2000年） - 水田秀子

  - 「密告電話」（1998年） - 鈴木和代
  - 「だます女だまされる女1」（2000年） - 寺島ミツ
  - 「女検事・霞夕子」（2001年） - 杉本節子
- 外科医有森冴子（1992年）
- 同窓会（1993年 - 1994年） - 折原田鶴子（七月の母）
- Mother（2010年） - 野本桃子

TBS
- 私は貝になりたい（1958年10月31日） - 敏子 ※映像が現存する。
- 風立ちぬ（1958年）
- チャコちゃんハーイ!（1965年 - 1966年） - チャコちゃんのお母さん
- チャコねえちゃん（1967年 - 1968年）- お母さん
- チャコとケンちゃん (1968年のテレビドラマ)（1968年 - 1969年） - チャコちゃんのお母さん
- 夜明けの刑事 第63話「母は復讐など許さない!!」（1976年3月10日） - 海津刑事の妻
- がんばれ!兄ちゃん（1976年） - 白川春子
- ポーラテレビ小説「おゆき」（1977年） - つね
- Gメン'75 第114話「極秘捜査赤ちゃん誘拐!」（1977年） - 本田夫人
- 3年B組金八先生（1979年 - 1980年） - 宮沢志津子
- 秘密のデカちゃん 第2話「ゆうべの誓い、もう忘れたの?!」（1981年） - 大沢夫人
- 青が散る（1983年） - 佐野夕子（夏子の母）
- 千春子（1983年 - 1984年） - 美沢研二の母
- 無邪気な関係（1984年）
- かけおち通り（1988年）
- 愛し方がわからない（1989年）第3話 - 俊一のお見合い相手の伯母
- いつか誰かと（1990年）
- ずっとあなたが好きだった（1992年） - 西田春子
- ドラマ30
  - 命の旅路（1992年、MBS）
  - 命燃えて（1997年、MBS） - 吉井和世
  - のんちゃんのり弁（1997年 - 1998年、CBC） - 永井ゆり江
  - ピュア・ラブ（2002年 - 2003年、MBS） - 麻生菊乃
- 水戸黄門 第21部 第6話「秘伝運んだ孫娘 -浜田-」（1992年5月11日） - おとく
- 天国からもういちど（1993年）
- ラブの贈りもの（1996年 - 1997年）
- 月曜ミステリー劇場
  - 「万引きGメン・二階堂雪5」（2000年） - 桐野厚子
- 恋を何年休んでますか（2001年 - 2002年） - 小西綾子
- 新しい風（2004年）
- うちはステップファミリー（2005年） - 竹本蘭子
- 女子刑務所東三号棟（2005年） - 池田茂子
- 月曜ゴールデン
  - 「女タクシードライバーの事件日誌4」（2009年） - 本橋芙美
  - 「おばさん会長・紫の犯罪清掃日記 ゴミは殺しを知っている8」（2010年） - 徳永静江
  - 「ヤメ刑探偵 加賀美塔子1」（2011年） - 石垣晴枝
- レジデント〜5人の研修医（2012年） - 佐藤悦子
- 刑事のまなざし（2013年） - 山本和代

フジテレビ
- 誰よりも君を愛す（1961年）
- 別れて生きる時も（1962年）
- 三匹の侍
  - 第1シリーズ 第6話「江戸無惨」（1963年）
  - 第1シリーズ 第20話「真贋破邪」（1964年）
  - 第2シリーズ 第5話「修羅妖心」（1964年）
- 帰らざる雲（1971年）
- 銭形平次
  - 第766話「男と女の旅路」（1972年）
- 大久保彦左衛門（1973年） - あや
- 菜の花の女（1977年） - 柏木田鶴子
- じょっぱり（1979年）
- 和宮様御留（1981年） - 志津
- ふれ愛（1986年）
- 花の咲く家（1993年）
- 僕が僕であるために（1997年） - 黒澤力の母
- 救命病棟24時 第1シリーズ（1999年） - 前田多恵
- 金曜エンタテイメント
  - 「おばさんデカ 桜乙女の事件帖12」（2002年） - 柳井種子
  - 「しあわせギフトお届け人2」（2004年） - 佐藤園美
- 金曜プレステージ
  - 「島根の弁護士」（2007年） - 今井恒子

テレビ朝日
- 必殺からくり人 第8話「私ハ待ッテル一報ドウゾ」（1976年、ABC / 松竹） - ふゆ
- 遠山の金さん 杉良太郎版 （NET/東映）
  - 第10話「仏の正体をあばけ!!」（1975年） - お八重
  - 第45話「雨ふり花」（1976年） - おりき
  - 第65話「りんどう花が嵐を呼んだ」 （1977年） - 石黒政代
- お手々つないで（1977年 - 1998年、NBN・ABC・HTB・KHB・KSB・UHT・KBCとの共同制作） - トミ子
- 達磨大助事件帳（1978年） - お秋
- 人形佐七捕物帳（1977年） - お松
- がんばれ!レッドビッキーズ （1978年） - 江咲恵子
- けっぱれ!大ちゃん（1979年 - 1980年） - 海野ハル
- それゆけ!レッドビッキーズ（1980年） - 岡田初江
- ザ・ハングマン（1980年）
- 遠山の金さん 第1シリーズ　高橋英樹版
  - 第1話「新奉行登場!!顔のない人気作家!」（1982年）- さと
  - 第79話「飛燕の張り竹・女染め師お貞!」（1983年）- お小夜
  - 第135話「お父上! おゆきの愛は死にました!」（1985年）- たか
- 特捜最前線 第306話「絞殺魔の記念写真」（1983年）
- 月曜ワイド劇場
  - 「雲の階段 ニセ医師をめぐる女二人」（1983年）
- 土曜ワイド劇場
  - 「窓の中の殺人」（1983年）
  - 「刑事・神崎省吾事件簿 椿の入れ墨をした女」（1992年） - 神崎園子
  - 「美人殺しシリーズ15」（1993年） - 天野千恵
  - 「事件8」（2000年） - 吉永幸子
- 家政婦は見た!（1997年） - 上野千鶴 役
- 愛人の掟・あなたに逢いたくて（2000年） - 高木晴子
- おトメさん（2013年） - 水沢正江

テレビ東京
- プレイガールQ  第17話「女は裸で強くなる」（1975年） - さく枝
- 大江戸捜査網（1976年） - さと 役
- ドラマ女の四季「温泉仲居物語9」（1988年）
- 月影兵庫あばれ旅（1990年） - 浄心尼
- 炎の奉行 大岡越前守（1997年） - 大岡みつ

### 演劇
- 幽霊屋敷（1954年）
- 帰らぬ人（1956年）
- 漁船天佑丸（1957年）
- 島（1957年 - 1958年）
- 時と緋笠一家（1960年）
- 火山灰地 第二部（1961年）
- 夜明け前 第一部（1964年）
- ママの財金

### アニメ
- 眠れる森の美女（1960年公開版） - オーロラ姫

### 吹き替え
- 看護婦物語 最終回「その男を追え」（1963年） - ダイアン・ベイカー[5]

### バラエティー・教養番組
- アフタヌーンショー（1965年 - 1988年） - 司会者
- ウルトラアイ（1978年 - 1986年）
- クイズ面白ゼミナール（1981年 - 1988年）
- 週刊ブックレビュー（1991年 - ）
- 親子笑劇場電太郎一家（1997年 - 2006年） - 中吉輝子
- 爆報! THE フライデー（2016年4月29日、2017年8月4日）

### CM
- NTT DoCoMo「家族キャンペーン「母の日の贈りもの」篇」（2008年）
- DDI（1997年）
- 小林製薬「サワデー」（1975年）

### 講演会・朗読会
- この子達の夏 1945年・ヒロシマ・ナガサキ（朗読劇、1984年 - ）
- 薬物防止を考える（東大和市民会館ハミングホール、2002年9月7日）
- 愛のサウンドフェスティバル（立川市民会館、2002年9月28日）[6]

## 著作
- 聖母の騎士（2002年8月号、『この子たちの夏』と共に歩んで）